# Cadre-71/2-Weltmeisterschaft 1959

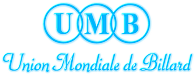
Logo UMB (ausrichtender Verband)

Veranstaltungsort: West-Berlin

Die Cadre-71/2-Weltmeisterschaft 1959 war die elfte Cadre-71/2-Weltmeisterschaft. Das Turnier fand vom 8. bis zum 12. April 1959 in Berlin statt. Es war die zweite Cadre-71/2-Weltmeisterschaft in Deutschland.

## Geschichte
Nach zwanzig Jahren Unterbrechung gab es in Berlin wieder eine Cadre 71/2 Weltmeisterschaft. Sieger wurde nach einer Stichpartie der Belgier Emile Wafflard. Er gewann gegen den Deutschen Meister Walter Lütgehetmann mit 300:254 in nur vier Aufnahmen. Bei dieser Weltmeisterschaft wurden alle Weltrekorde zum Teil deutlich verbessert. Im Generaldurchschnitt (GD) verbesserte Wafflard den Weltrekord des Argentiniers Pedro Leopoldo Carrera von 27,03, aufgestellt bei der Fünfkampf-Weltmeisterschaft 1954 in Buenos Aires, auf 28,81. Den besten Einzeldurchschnitt (BED) Carreras erhöhte Wafflad von 60,00 auf 75,00. Der Weltrekord in der Höchstserie wurde bis 1959 von Carrera und seinem Landsmann Enrique Navarra mit 159 seit 1954 gehalten. Diesen verbesserte der Drittplatzierte dieser Weltmeisterschaft Joseph Vervest auf jetzt 252.

## Turniermodus
Es wurde eine Finalrunde im Round Robin System bis 300 Punkte gespielt. Bei MP-Gleichstand wird in folgender Reihenfolge gewertet:
1. MP = Matchpunkte
2. GD = Generaldurchschnitt
3. HS = Höchstserie

Bei dieser Weltmeisterschaft sah das Reglement vor das bei mehr als zwei punktgleichen Spielern an der Spitze des Klassements nur die beiden GD-Besten einen Stichkampf durchführen.

## Abschlusstabelle

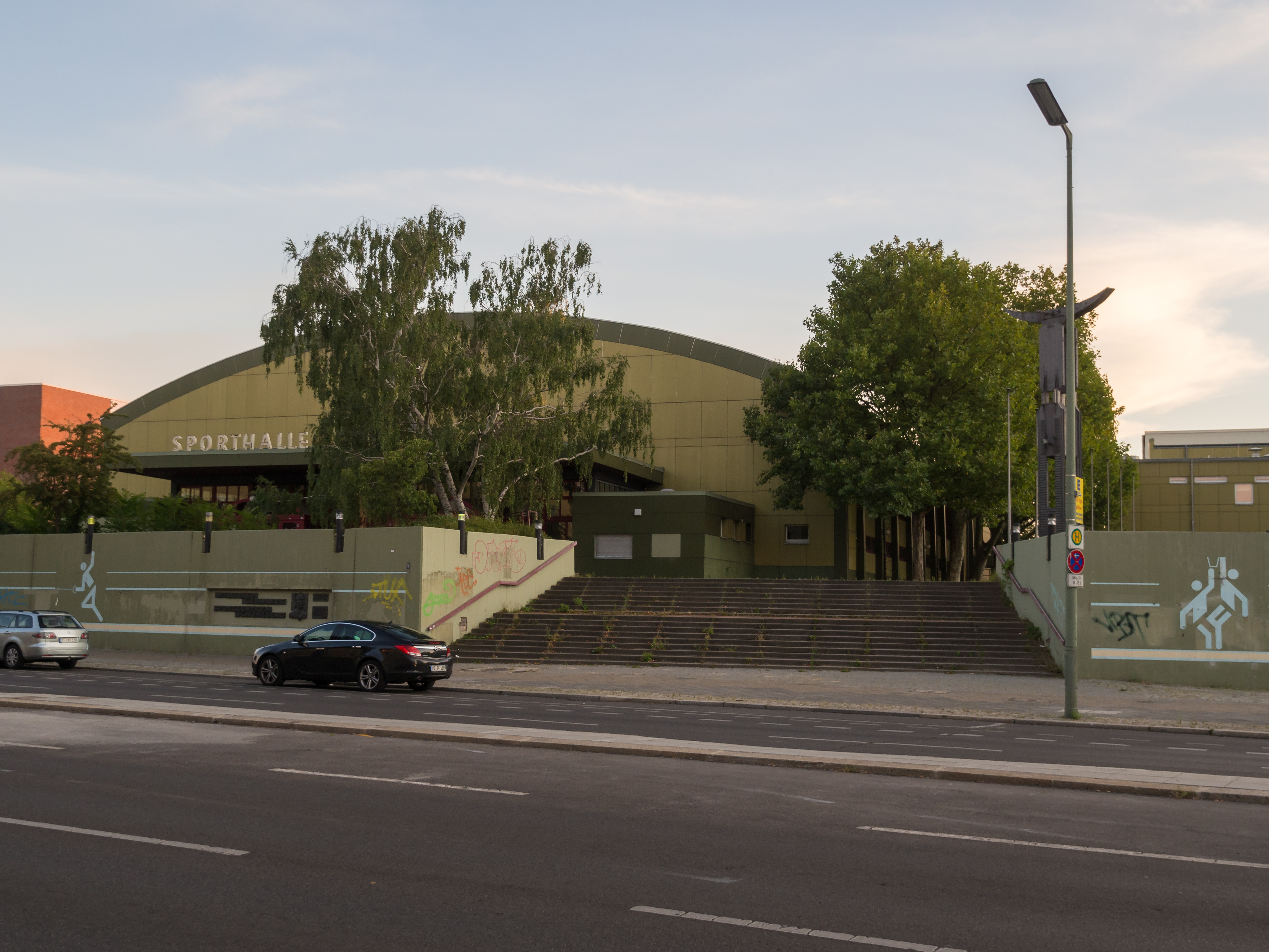
Sporthalle Schöneberg
(seit 2003: Willibald-Gebhardt-Sportzentrum)

| MP    | Match Points (Sieger = 2; Unentschieden = 1; Verlierer = 0) |
| Pkte. | Erzielte Karambolagen                                       |
| Aufn. | Benötigte Versuche                                          |
| GD    | Generaldurchschnitt                                         |
| BED   | Bester Einzeldurchschnitt eines Spielers                    |
| HS    | Höchstserie                                                 |
|       | Bester GD des Turniers                                      |
|       | Bester ED des Turniers                                      |
|       | Beste HS des Turniers                                       |
|       | 1. Platz (Gold)                                             |
|       | 2. Platz (Silber)                                           |
|       | 3. Platz (Bronze)                                           |

| Platz                                        | Name                  | MP   | Pkte. | Aufn. | GD    | BED   | HS  |
| -------------------------------------------- | --------------------- | ---- | ----- | ----- | ----- | ----- | --- |
| 1                                            | Emile Wafflard        | 13:3 | 2236  | 84    | 26,61 | 60,00 | 129 |
| 2                                            | Walter Lütgehetmann   | 13:3 | 2281  | 87    | 26,21 | 60,00 | 184 |
| 3                                            | Joseph Vervest        | 13:3 | 2383  | 97    | 24,56 | 50,00 | 252 |
| 4                                            | Martinus Wijnen       | 10:6 | 2072  | 114   | 18,17 | 25,00 | 156 |
| 5                                            | Piet van de Pol       | 8:8  | 1771  | 104   | 17,02 | 60,00 | 165 |
| 6                                            | Jacques Grivaud       | 5:11 | 2087  | 107   | 19,50 | 27,27 | 158 |
| 7                                            | Johann Scherz         | 5:11 | 1705  | 117   | 14,57 | 15,78 | 87  |
| 8                                            | Siegfried Spielmann   | 5:11 | 1527  | 123   | 12,41 | 14,28 | 82  |
| 9                                            | Francisco del Vecchio | 0:16 | 969   | 109   | 8,88  | –     | 82  |
| Turnierdurchschnitt: 18,07                   |                       |      |       |       |       |       |     |
| Stichpartie                                  |                       |      |       |       |       |       |     |
| -                                            | Emile Wafflard        | 2:0  | 300   | 4     | 75,00 | 75,00 | 155 |
| -                                            | Walter Lütgehetmann   | 0:2  | 254   | 4     | 63,50 | –     | 224 |
| nach Stichpartie                             |                       |      |       |       |       |       |     |
| 1                                            | Emile Wafflard        | 15:3 | 2536  | 88    | 28,81 | 75,00 | 155 |
| 2                                            | Walter Lütgehetmann   | 13:5 | 2535  | 91    | 27,85 | 60,00 | 224 |
| Turnierdurchschnitt: 18,51 (mit Stichpartie) |                       |      |       |       |       |       |     |